# Мэлори, Томас
Сэр То́мас Мэ́лори (англ. Sir Thomas Malory; ок. 1405 — 14 марта 1471) — английский писатель, автор «Книги о короле Артуре и о его доблестных рыцарях Круглого стола». Она состоит из восьми романов о короле Артуре и рыцарях Круглого стола и представляет собой исчерпывающий свод артуровской легенды. В 1485 году английский первопечатник Уильям Кэкстон издал книгу Мэлори под названием «Смерть Артура» (фр. Le Morte d'Arthur). Она стала своеобразной энциклопедией артуровского мифа.
Судя по всему, Мэлори родился в дворянской семье в графстве Уорикшир в начале XV века. О его жизни известно мало: в качестве рыцаря принимал участие в войне Алой и Белой розы на стороне графа Уорика, в 1444 или 1445 году представлял своё графство в английском парламенте. За нападение на владения сторонников герцога Бекингема и неоднократное насилие над замужними женщинами заточён в замке Максток, откуда сбежал, переплыв ров с водой.
Последние 20 лет жизни провёл в тюрьме, где и создал свои романы. Очевидно, в заточении имел доступ к значительному числу рукописей своих предшественников. Осталось неизвестным, каков был порядок расположения романов внутри книги. Возможно, известный нам порядок романов определил переписчик или сам Кэкстон.
- «Повесть о короле Артуре» (книги 1-4 по изданию Кэкстона), рассказывающая о происхождении короля Артура,
- «Повесть о короле Артуре и императоре Луции» (книга 5), рассказывающая о битве Артура с римлянами и завоевании им римского престола,
- «Славная повесть о сэре Ланселоте» (книга 6),
- «Книга о сэре Гарете Оркнейском» (книга 7),
- «Книга о сэре Тристраме» (книги 7-12) — обработка сюжета французского прозаического источника «Романа о Тристане и Изольде»,
- «Повесть о Сангреале, или Подвиг во имя Святого Грааля» (книги 12-17),
- «Книга о сэре Ланселоте и королеве Гиневре» (книги 18-19),
- «Смерть Артура» (книги 20-21).

Мэлори собрал воедино кельтские сказания, многочисленные легенды и романы о короле Артуре и рыцарях «Круглого стола» и, переработав их, создал свои романы-компиляции, отражавшие настроения своего времени. Считается, что в основном источниками для произведений Мэлори служили французские рыцарские романы. Тем не менее Мэлори удалось придать своим трудам английский колорит.

## Издания вСССР
- Смерть Артура / Изд. подгот. И. М. Бернштейн [и др.]. — М.: Наука, 1974. — 899 с. — (Литературные памятники).
- Morte d'Arthur / на англ. яз. Илл. Г. Б. Праксейн. Л.: Просвещение (Ленинградское отделение), 1968. — 232 с.